# Aderus pubescens
Aderus pubescens é uma espécie de inseto besouro da família Aderidae. Foi descrita cientificamente por Maurice Pic em 1926.

## Distribuição geográfica
Habita no Vietname.